# カランジン
カランジン (Karanjin) は、フラノフラボノールの1つである。南インドに自生するクロヨナ (学名: Pongamia pinnata; 英語: karanja tree) の種子から得られる。カランジンは、硝化作用阻害効果を持つと報告されており、ダニ駆除剤や殺虫剤として用いられる。